# Classificação e Codificação Brasileira de Desastres
A Classificação e Codificação Brasileira de Desastres (COBRADE) foi criada a partir da Instrução Normativa do Ministério da Integração Nacional nº 01, de 24 de agosto de 2012. Com essa classificação e codificação, a Secretaria Nacional de Proteção e Defesa Civil (SEDEC) passou a adotar a classificação dos desastres (naturais e tecnológicos) baseando-se no Banco de Dados Internacional de Desastres (EM-DAT), do Centro para Pesquisa sobre Epidemiologia de Desastres (CRED) da Organização Mundial de Saúde (OMS/ONU).
Além de tomar por base os desastres constantes da classificação do EM-DAT, a classificação também levou em conta alguns desastres peculiares à realidade brasileira. A justificativa para adotar a classificação EM-DAT foi a necessidade de adequar a classificação brasileira aos padrões estabelecidos pela ONU, além da possibilidade de o Brasil contribuir efetivamente para a alimentação desse importante banco de dados internacional.
A Classificação e Codificação Brasileira de Desastres (COBRADE) e a classificação do EM-DAT (CRED) são consideradas por pesquisadores como as classificações mais importantes no Brasil.
De acordo com Tiago Molina Schnorr, coordenador-geral de Gerenciamento de Desastres do Centro Nacional de Gerenciamento de Risco e Desastres (Cenad) em 2022: "A Cobrade foi definida como um processo de nivelamento dos tipos de desastres de acordo com uma codificação internacional, ou seja, ela traz a especificidade dos desastres que temos no Brasil, mas é alinhada com os marcos internacionais de gestão de risco de desastres. Essas definições refletem a complexidade que é a gestão de riscos em um País tão grande como o nosso."

## Definição e classificação
A Classificação e Codificação Brasileira de Desastres (COBRADE) separa os desastres em duas classificações, quanto à origem ou causa primária do agente causador: naturais e tecnológicos.
Desastres naturais são "aqueles causados por processos ou fenômenos naturais que podem implicar em perdas humanas ou outros impactos à saúde, danos ao meio ambiente, à propriedade, interrupção dos serviços e distúrbios sociais e econômicos" (Artigo 7, Parágrafo 2 da Instrução Normativa 1, 24/08/2012).
Desastres tecnológicos são "aqueles originados de condições tecnológicas ou industriais, incluindo acidentes, procedimentos perigosos, falhas na infraestrutura ou atividades humanas específicas, que podem implicar em perdas humanas ou outros impactos à saúde, danos ao meio ambiente, à propriedade, interrupção dos serviços e distúrbios sociais e econômicos." (Artigo 7, Parágrafo 3 da Instrução Normativa 1, 24/08/2012).

### Desastres naturais
Os desastres naturais são categorizados em 5 grupos principais (1. Geológico, 2. Hidrológico, 3. Meteorológico, 4. Climatológico, 5. Biológico), subdivididos em 13 subgrupos, 24 tipos e 18 subtipos; conforme a tabela abaixo:
| Grupo        | Subgrupo              | Tipo                                | Subtipo                             | Definição | COBRADE   | Símbolo |
| ------------ | --------------------- | ----------------------------------- | ----------------------------------- | --- | --------- | ------- |
| 1. Geológico | 1. Terremoto          | 1. Tremor de Terra                  | 0                                   | Vibrações do terreno que provocam oscilações verticais e horizontais na superfície da Terra (ondas sísmicas). Pode ser natural (tectônica) ou induzido (explosões, injeção profunda de líquidos e gás, extração de fluidos, alívio de carga de minas, enchimento de lagos artificiais) | 1.1.1.1.0 |         |
| 1. Geológico | 1. Terremoto          | 2. Tsunami                          | 0                                   | Série de ondas geradas por deslocamento de um grande volume de água causado geralmente por terremotos, erupções vulcânicas ou movimentos de massa. | 1.1.1.2.0 |         |
| 1. Geológico | 2. Emanação vulcânica | 0                                   | 0                                   | Produtos/materiais vulcânicos lançados na atmosfera a partir de erupções vulcânicas. | 1.1.2.0.0 |         |
| 1. Geológico | 3. Movimento de massa | 1. Quedas, tombamentos e rolamentos | 1. Blocos                           | As quedas de blocos são movimentos rápidos e acontecem quando materiais rochosos diversos e de volumes variáveis se destacam de encostas muito íngremes, num movimento tipo queda livre. Os tombamentos de blocos são movimentos de massa em que ocorre rotação de um bloco de solo ou rocha em torno de um ponto ou abaixo do centro de gravidade da massa desprendida. Rolamentos de blocos são movimentos de blocos rochosos ao longo de encostas, que ocorrem geralmente pela perda de apoio (descalçamento). | 1.1.3.1.1 |         |
| 1. Geológico | 3. Movimento de massa | 1. Quedas, tombamentos e rolamentos | 2. Lascas                           | As quedas de lascas são movimentos rápidos e acontecem quando fatias delgadas formadas pelos fragmentos de rochas se destacam de encostas muito íngremes, num movimento tipo queda livre. | 1.1.3.1.2 |         |
| 1. Geológico | 3. Movimento de massa | 1. Quedas, tombamentos e rolamentos | 3. Matacães                         | Os rolamentos de matacães são caracterizados por movimentos rápidos e acontecem quando materiais rochosos diversos e de volumes variáveis se destacam de encostas e movimentam-se num plano inclinado. | 1.1.3.1.3 |         |
| 1. Geológico | 3. Movimento de massa | 1. Quedas, tombamentos e rolamentos | 4. Lajes                            | As quedas de lajes são movimentos rápidos e acontecem quando fragmentos de rochas extensas de superfície mais ou menos plana e de pouca espessura se destacam de encostas muito íngremes, num movimento tipo queda livre. | 1.1.3.1.4 |         |
| 1. Geológico | 3. Movimento de massa | 2. Deslizamentos                    | 1. Deslizamentos de solo e/ou rocha | São movimentos rápidos de solo ou rocha, apresentando superfície de ruptura bem definida, de duração relativamente curta, de massas de terreno geralmente bem definidas quanto ao seu volume, cujo centro de gravidade se desloca para baixo e para fora do talude. Frequentemente, os primeiros sinais desses movimentos são a presença de fissuras. | 1.1.3.2.1 |         |
| 1. Geológico | 3. Movimento de massa | 3. Corridas de massa                | 1. Solo/Lama                        | Ocorrem quando, por índices pluviométricos excepcionais, o solo/lama, misturado com a água, tem comportamento de líquido viscoso, de extenso raio de ação e alto poder destrutivo. | 1.1.3.3.1 |         |
| 1. Geológico | 3. Movimento de massa | 3. Corridas de massa                | 2. Rocha/ Detrito                   | Ocorrem quando, por índices pluviométricos excepcionais, rocha/detrito, misturado com a água, tem comportamento de líquido viscoso, de extenso raio de ação e alto poder destrutivo. | 1.1.3.3.2 |         |
| 1. Geológico | 3. Movimento de massa | 4. Subsidências e colapsos          | 0                                   | Afundamento rápido ou gradual do terreno devido ao colapso de cavidades, redução da porosidade do solo ou deformação de material argiloso. | 1.1.3.4.0 |         |
| 1. Geológico | 4. Erosão             | 1. Erosão costeira/Marinha          | 0                                   | Processo de desgaste (mecânico ou químico) que ocorre ao longo da linha da costa (rochosa ou praia) e se deve à ação das ondas, correntes marinhas e marés. | 1.1.4.1.0 |         |
| 1. Geológico | 4. Erosão             | 2. Erosão de margem fluvial         | 0                                   | Desgaste das encostas dos rios que provoca desmoronamento de barrancos. | 1.1.4.2.0 |         |
| 1. Geológico | 4. Erosão             | 3. Erosão continental               | 1. Laminar                          | Remoção de uma camada delgada e uniforme do solo superficial provocada por fluxo hídrico não concentrado. | 1.1.4.3.1 |         |
| 1. Geológico | 4. Erosão             | 3. Erosão continental               | 2. Ravinas                          | Evolução, em tamanho e profundidade, da desagregação e remoção das partículas do solo de sulcos provocada por escoamento hídrico superficial concentrado. | 1.1.4.3.2 |         |
| 1. Geológico | 4. Erosão             | 3. Erosão continental               | 3. Boçorocas                        | Evolução do processo de ravinamento, em tamanho e profundidade, em que a desagregação e remoção das partículas do solo são provocadas por escoamento hídrico superficial e subsuperficial (escoamento freático) concentrado. | 1.1.4.3.3 |         |

| Grupo          | Subgrupo       | Tipo | Subtipo | Definição | COBRADE   | Símbolo |
| -------------- | -------------- | ---- | ------- | --- | --------- | ------- |
| 2. Hidrológico | 1. Inundações  | 0    | 0       | Submersão de áreas fora dos limites normais de um curso de água em zonas que normalmente não se encontram submersas. O transbordamento ocorre de modo gradual, geralmente ocasionado por chuvas prolongadas em áreas de planície.                                                                           | 1.2.1.0.0 |         |
| 2. Hidrológico | 2. Enxurradas  | 0    | 0       | Escoamento superficial de alta velocidade e energia, provocado por chuvas intensas e concentradas, normalmente em pequenas bacias de relevo acidentado. Caracterizada pela elevação súbita das vazões de determinada drenagem e transbordamento brusco da calha fluvial. Apresenta grande poder destrutivo. | 1.2.2.0.0 |         |
| 2. Hidrológico | 3. Alagamentos | 0    | 0       | Extrapolação da capacidade de escoamento de sistemas de drenagem urbana e consequente acúmulo de água em ruas, calçadas ou outras infraestruturas urbanas, em decorrência de precipitações intensas. | 1.2.3.0.0 |         |

| Grupo            | Subgrupo                                     | Tipo                                   | Subtipo                                   | Definição | COBRADE   | Símbolo |
| ---------------- | -------------------------------------------- | -------------------------------------- | ----------------------------------------- | --- | --------- | ------- |
| 2. Meteorológico | 1. Sistemas de grande escala/Escala regional | 1. Ciclones                            | 1. Ventos costeiros (mobilidade de dunas) | Intensificação dos ventos nas regiões litorâneas, movimentando dunas de areia sobre construções na orla. | 1.3.1.1.1 |         |
| 2. Meteorológico | 1. Sistemas de grande escala/Escala regional | 1. Ciclones                            | 2. Marés de tempestade (ressaca)          | São ondas violentas que geram uma maior agitação do mar próximo à praia. Ocorrem quando rajadas fortes de vento fazem subir o nível do oceano em mar aberto e essa intensificação das correntes marítimas carrega uma enorme quantidade de água em direção ao litoral. Em consequência, as praias inundam, as ondas se tornam maiores e a orla pode ser devastada alagando ruas e destruindo edificações. | 1.3.1.1.2 |         |
| 2. Meteorológico | 1. Sistemas de grande escala/Escala regional | 2. Frentes frias/Zonas de convergência | 0                                         | Frente fria é uma massa de ar frio que avança sobre uma região, provocando queda brusca da temperatura local, com período de duração inferior à friagem. Zona de convergência é uma região que está ligada à tempestade causada por uma zona de baixa pressão atmosférica, provocando forte deslocamento de massas de ar, vendavais, chuvas intensas e até queda de granizo.                              | 1.3.1.2.0 |         |
| 2. Meteorológico | 2. Tempestades                               | 1. Tempestade local/Convectiva         | 1. Tornados                               | Coluna de ar que gira de forma violenta e muito perigosa, estando em contato com a terra e a base de uma nuvem de grande desenvolvimento vertical. Essa coluna de ar pode percorrer vários quilômetros e deixa um rastro de destruição pelo caminho percorrido. | 1.3.2.1.1 |         |
| 2. Meteorológico | 2. Tempestades                               | 1. Tempestade local/Convectiva         | 2. Tempestade de raios                    | Tempestade com intensa atividade elétrica no interior das nuvens, com grande desenvolvimento vertical. | 1.3.2.1.2 |         |
| 2. Meteorológico | 2. Tempestades                               | 1. Tempestade local/Convectiva         | 3. Granizo                                | Precipitação de pedaços irregulares de gelo. | 1.3.2.1.3 |         |
| 2. Meteorológico | 2. Tempestades                               | 1. Tempestade local/Convectiva         | 4. Chuvas intensas                        | São chuvas que ocorrem com acumulados significativos, causando múltiplos desastres (ex.: inundações, movimentos de massa, enxurradas, etc.). | 1.3.2.1.4 |         |
| 2. Meteorológico | 2. Tempestades                               | 1. Tempestade local/Convectiva         | 5. Vendaval                               | Forte deslocamento de uma massa de ar em uma região. | 1.3.2.1.5 |         |
| 2. Meteorológico | 3. Temperaturas extremas                     | 1. Onda de calor                       | 0                                         | É um período prolongado de tempo excessivamente quente e desconfortável, onde as temperaturas ficam acima de um valor normal esperado para aquela região em determinado período do ano. Geralmente é adotado um período mínimo de três dias com temperaturas 5°C acima dos valores máximos médios. | 1.3.3.1.0 |         |
| 2. Meteorológico | 3. Temperaturas extremas                     | 2. Onda de frio                        | 1. Friagem                                | Período de tempo que dura, no mínimo, de três a quatro dias, e os valores de temperatura mínima do ar ficam abaixo dos valores esperados para determinada região em um período do ano. | 1.3.3.2.1 |         |
| 2. Meteorológico | 3. Temperaturas extremas                     | 2. Onda de frio                        | 2. Geadas                                 | Formação de uma camada de cristais de gelo na superfície ou na folhagem exposta. | 1.3.3.2.2 |         |

| Grupo            | Subgrupo | Tipo                   | Subtipo | Definição | COBRADE   | Símbolo |
| ---------------- | -------- | ---------------------- | --- | --- | --------- | ------- |
| 4. Climatológico | 1. Seca  | 1. Estiagem            | 0 | Período prolongado de baixa ou nenhuma pluviosidade, em que a perda de umidade do solo é superior à sua reposição.                                    | 1.4.1.1.0 |         |
| 4. Climatológico | 1. Seca  | 2. Seca                | 0 | A seca é uma estiagem prolongada, durante o período de tempo suficiente para que a falta de precipitação provoque grave desequilíbrio hidrológico.    | 1.4.1.2.0 |         |
| 4. Climatológico | 1. Seca  | 3. Incêndio florestal  | 1. Incêndios em parques, áreas de proteção ambiental e áreas de preservação permanente nacionais, estaduais ou municipais | Propagação de fogo sem controle, em qualquer tipo de vegetação situada em áreas legalmente protegidas.                                                | 1.4.1.3.1 |         |
| 4. Climatológico | 1. Seca  | 3. Incêndio florestal  | 2. Incêndios em áreas não protegidas, com reflexos na qualidade do ar                                                     | Propagação de fogo sem controle, em qualquer tipo de vegetação que não se encontre em áreas sob proteção legal, acarretando queda da qualidade do ar. | 1.4.1.3.2 |         |
| 4. Climatológico | 1. Seca  | 4. Baixa umidade do ar | 0 | Queda da taxa de vapor de água suspensa na atmosfera para níveis abaixo de 20%.                                                                       | 1.4.1.4.0 |         |

| Grupo        | Subgrupo               | Tipo                               | Subtipo                            | Definição | COBRADE   | Símbolo |
| ------------ | ---------------------- | ---------------------------------- | ---------------------------------- | --- | --------- | ------- |
| 5. Biológico | 1. Epidemias           | 1. . Doenças infecciosas virais    | 0                                  | Aumento brusco, significativo e transitório da ocorrência de doenças infecciosas geradas por vírus. | 1.5.1.1.0 |         |
| 5. Biológico | 1. Epidemias           | 2. Doenças infecciosas bacterianas | 0                                  | Aumento brusco, significativo e transitório da ocorrência de doenças infecciosas geradas por bactérias. | 1.5.1.2.0 |         |
| 5. Biológico | 1. Epidemias           | 3. Doenças infecciosas parasíticas | 0                                  | Aumento brusco, significativo e transitório da ocorrência de doenças infecciosas geradas por parasitas. | 1.5.1.3.0 |         |
| 5. Biológico | 1. Epidemias           | 4. Doenças infecciosas fúngicas    | 0                                  | Aumento brusco, significativo e transitório da ocorrência de doenças infecciosas geradas por fungos. | 1.5.1.4.0 |         |
| 5. Biológico | 2. Infestações/ Pragas | 1. Infestações de animais          | 0                                  | Infestações por animais que alterem o equilíbrio ecológico de uma região, bacia hidrográfica ou bioma afetado por suas ações predatórias.                                                                                              | 1.5.2.1.0 |         |
| 5. Biológico | 2. Infestações/ Pragas | 2. Infestações de algas            | 1. Marés vermelhas                 | Aglomeração de microalgas em água doce ou em água salgada suficiente para causar alterações físicas, químicas ou biológicas em sua composição, caracterizada por uma mudança de cor, tornando-se amarela, laranja, vermelha ou marrom. | 1.5.2.2.1 |         |
| 5. Biológico | 2. Infestações/ Pragas | 2. Infestações de algas            | 2. Cianobactérias em reservatórios | Aglomeração de cianobactérias em reservatórios receptores de descargas de dejetos domésticos, industriais e/ou agrícolas, provocando alterações das propriedades físicas, químicas ou biológicas da água.                              | 1.5.2.2.2 |         |
| 5. Biológico | 2. Infestações/ Pragas | 3. Outras infestações              | 0                                  | Infestações que alterem o equilíbrio ecológico de uma região, bacia hidrográfica ou bioma afetado por suas ações predatórias. | 1.5.2.3.0 |         |

### Desastres tecnológicos
Os desastres tecnológicos são categorizados 5 cinco grupos principais, subdivididos em 15 subgrupos e 15 tipos; sendo os 5 principais desastres relacionados a:
1. substâncias radioativas;
2. produtos perigosos;
3. incêndios urbanos;
4. obras civis;
5. transporte de passageiros e cargas não perigosas.

## Situação de Emergência e Estado de Calamidade Pública
A Instrução Normativa 1 de 24 de agosto de 2012 estabelece os procedimentos e os critérios para decretação Situação de Emergência (SE) e Estado de Calamidade Pública (ECP).
Os decretos de SE ou ECP são feitos pelo Prefeito ou pelo Governador. Entretanto, quando o desastre é evidente, de acordo com a intensidade do desastre e seu impacto social, econômico e ambiental, o Secretário Nacional de Defesa Civil, com base na documentação enviada, poderá reconhecer a Situação de Emergência ou o Estado de Calamidade Pública.
Desde 1º de janeiro de 2013, o registro de desastres e a solicitação de Reconhecimento Federal de Situação de Emergência ou de Estado de Calamidade Pública, é realizado no Sistema Integrado de Informações sobre Desastres (S2ID), uma plataforma digital que substitui os antigos documentos Avadan (Avaliação de Danos) e Nopred (Notificação Preliminar de Desastres).
As condições essenciais para a solicitação do reconhecimento federal por decretação de Situação de Emergência (SE) ou Estado de Calamidade Pública (ECP) são:
- necessidade comprovada de auxílio federal complementar; e/ou
- exigência de reconhecimento, em norma vigente, para liberação de benefícios federais às vítimas.

### Situação de Emergência
A Situação de Emergência (SE) é "situação de alteração intensa e grave das condições de normalidade em um determinado município, estado ou região, decretada em razão de desastre, comprometendo parcialmente sua capacidade de resposta". ;decretada pelo prefeito quando um desastre atinge seu município e os danos não são severos, ou seja, o município tem condições de dar a resposta. Em outras palavras, trata-se do "reconhecimento legal pelo poder público de situação anormal provocada por desastres, causando danos suportáveis e superáveis pela comunidade afetada".
Nessas condições, os recursos humanos, institucionais, materiais e financeiros, quando superiores às possibilidades locais, podem ser reforçados e suplementados por recursos estaduais e federais já existentes e disponíveis no Sistema Nacional de Proteção e Defesa Civil.

### Estado de Calamidade Pública
Quando o desastre atinge uma localidade e provoca danos sérios e a capacidade local de resposta não tem condições de atender à dimensão do evento, é decretado Estado de Calamidade Pública (ECP), para que o Estado disponibilize ajuda federal à localidade afetada.
Os danos sérios resultam em prejuízos sociais e econômicos vultosos, os quais são dificilmente suportáveis e superáveis pelas comunidades afetadas. Nessas condições, os recursos humanos, institucionais, materiais e financeiros necessários para o restabelecimento da situação de normalidade são superiores às possibilidades locais e exigem a intervenção coordenada dos três níveis do Sistema Nacional de Proteção e Defesa Civil.